# حصن الدريز
حصن الدريز هو أحد الحصون الأثرية في العمانية ، ويقع في بلدة الدريز التابعة لولاية عبري، محافظة الظاهرة، في سلطنة عمان.